# كلايد تومبو
كلايد تومبو (بالإنجليزية: Clyde William Tombaugh)‏ مواليد 4 فبراير 1906 في سترتور، إلينوي، الولايات المتحدة - الوفاة 17 يناير 1997 في نيومكسيكو، الولايات المتحدة، اشتهر باكتشاف الكوكب القزم بلوتو في عام 1930، والهدف الأول الذي اكتشف في ما يمكن أن يكون في وقت لاحق على النحو المحدد في حزام كوبير، اكتشف تومبو أيضا العديد من الكويكبات. ودعا أيضا للبحث العلمي الجاد في الأجسام الطائرة المجهولة.

## حياته
لم يكن الفتى المراهق «كلايد تومبو» يدري وهو يصنع أول تلسكوب في حياته في سن الـ 20، أن تكون هذه الأجهزة المقربة للرؤية محور حياته ومستقبله العملي وطريق شهرته، بعدما تمكن من اكتشاف كوكب بلوتو، في عام 1930.
في الرابع من فبراير من عام 1906، ولد الطفل «كلايد ويليام تومبو»، في ولاية إلينوي الأمريكية، لأسرة ميسورة الحال تمتلك مزرعة في ولاية كنساس، وفي الوقت الذي استعد فيه الشاب لدخول الجامعة، دمرت عاصفة قوية محصول عائلته لتنهي حلمه الصغير في مواصلة تعليمه الجامعي، لذلك وافق الشاب الهاوي للفلك على وظيفة في مرصد لوويل بولاية أريزونا، في عام 1928، في الوقت الذي ابتسم له الحظ لاكتشاف كوكب بلوتو، وهو لم يتعدى عمر الـ 24 بعد، واستمر «تومبو» في العمل في المرصد خلال الصيف، واستكمل دراسته الجامعية حتى حصوله على الماجستير في علم الفلك.
استمر «تومبو» في عمله بمرصد لويل حتى الحرب العالمية الثانية عندما تم استدعاؤه للخدمة، ليتولى تدريس الملاحة لطلاب البحرية الأمريكية في جامعة ولاية أريزونا، وليعمل بعد انتهاء الحرب في مختبر أبحاث الصواريخ الباليستية في نيو مكسيكو، ثم مدرسا في جامعة ولاية نيو مكسيكو منذ عام 1955 حتى تقاعده في عام 1973.

## اكتشاف بلوتو
طبقا لما يحكيه «تومبو» نفسه، فقد استخدم الشاب، في عام 1928، مرآة عاكسة بقطر 23 سنتيمتر مع عمود مرفقي من سيارة بويك قديمة وأجزاء من ماكينة فصل القشدة عن اللبن، ليصنع تلسكوب بدائي مكنه من رصد تفاصيل لكوكبي المشتري والمريخ، سارع بإرسالها إلى مرصد لوويل لمعرفة ردود أفعال الفلكيين المخضرمين.
وكان رد المرصد عمليا لأقصى درجة، فعرض وظيفة دائمة على الشاب، فقد كان علماؤه في حاجة إلى فلكي من الهواة لتشغيل تلسكوبهم الجديد، الذي يسعى وراء اكتشاف الكواكب ما بعد نبتون.
فبعد وقت قصير نسبيا من اكتشاف كوكب أورانوس، في عام 1781، اكتشف الفلكيون كوكب نبتون، في عام 1846، وتوقع الفلكيون وجود كوكب آخر، يتسبب في بعض الاضطراب الخفيف في مساري أورانوس ونبتون، واستمر «تومبو» لفترة طويلة في دراسة الصور التي يلتقطها تلسكوب مرصد لوويل يوميا للسماء والنجوم في أوقات مختلفة، والمقارنة بينها إلى أن وصل إلى اكتشاف جسيم صغير جديد فيما بعد نبتون، في 18 فبراير 1930، ليعلن المرصد رسميا اكتشاف كوكب بلوتو في 13 من مارس التالي.
في الـ 70 عاما التالية لاكتشافه، سيكون كوكب بلوتو هو الكوكب التاسع في مجموعتنا الشمسية، إلى أن تم اكتشاف جسيمات مماثلة لحجمه خارج مدار نبتون، ليعتبره الاتحاد الفلكي الدولي كوكبا قزما، في عام 2006، ليثير أزمة بين الاتحاد الفلكي وأكاديميين وعلماء فلك حول ضرورة استعادة بلوتو لمكانته في مجموعتنا الشمسية، بينما يرقد مكتشفه في سلام منذ أن رحل عن عالمنا في 17 يناير 1997 .

## وفاته
توفى في 17 يناير 1997 ودفن في نيومكسيكو، الولايات المتحدة ولاحقاً تم إرسال بعض بقاياه إلي الفضاء بطريق دفن فضائي في مركبة نيوهورايزونز في عام 2006 عبارة عن أوقية واحدة (30 غرام) من رماد جثة العالم الفلكي كلايد تومبو لإحياء ذكرى اكتشافه كوكب بلوتو في عام 1930 . إلى أن وصلت البعثة في أواسط عام 2015

## اقرأ أيضاً
- مرصد لويل
- وسام جاكسون وجويلت